# محوطه امامزاده ابوالفتح
محوطه امامزاده ابوالفتح مربوط به دوره قاجار است و در شهرستان کازرون، بخش مرکزی، دهستان بلیان، روستای ولید آباد واقع شده و این اثر در تاریخ ۲۳ بهمن ۱۳۸۵ با شمارهٔ ثبت ۱۷۲۷۲ به‌عنوان یکی از آثار ملی ایران به ثبت رسیده است.